# Amastus
Amastus är ett släkte av fjärilar. Amastus ingår i familjen björnspinnare.

## Dottertaxa tillAmastus, i alfabetisk ordning[1]
- Amastus aconia
- Amastus adela
- Amastus affinis
- Amastus alba
- Amastus aloniae
- Amastus ambrosia
- Amastus antonio
- Amastus argillacea
- Amastus aurantiacus
- Amastus bertrandi
- Amastus bipartitus
- Amastus bolivari
- Amastus bolivianus
- Amastus bombycina
- Amastus brunnescens
- Amastus camposi
- Amastus childi
- Amastus chimaera
- Amastus cinnamomea
- Amastus coccinator
- Amastus collaris
- Amastus colombiana
- Amastus conspicua
- Amastus coprophora
- Amastus deformis
- Amastus deinella
- Amastus descimoni
- Amastus diaphenes
- Amastus diluta
- Amastus dognini
- Amastus drucei
- Amastus dubius
- Amastus edaphus
- Amastus elius
- Amastus elongata
- Amastus episcotosia
- Amastus erebella
- Amastus erebelloides
- Amastus ergana
- Amastus esamenae
- Amastus fallax
- Amastus ferreobrunnea
- Amastus flavicauda
- Amastus formosana
- Amastus fusca
- Amastus fuscoides
- Amastus gaujoni
- Amastus genoveva
- Amastus gilvus
- Amastus hampsoni
- Amastus hannemanni
- Amastus hyalina
- Amastus incertus
- Amastus inconspicuus
- Amastus jeritzae
- Amastus lehmanni
- Amastus leria
- Amastus lichyi
- Amastus lividus
- Amastus maasseni
- Amastus maculicincta
- Amastus medara
- Amastus medica
- Amastus medicoides
- Amastus melanoproctis
- Amastus mesorhoda
- Amastus mirificus
- Amastus morenoi
- Amastus morosus
- Amastus muscosa
- Amastus nadiae
- Amastus nebulosus
- Amastus nigrescens
- Amastus ninae
- Amastus obscurus
- Amastus ochraceator
- Amastus ockendeni
- Amastus oleagina
- Amastus orosiana
- Amastus palmeri
- Amastus paramensis
- Amastus parergana
- Amastus peralta
- Amastus persimilis
- Amastus peruviana
- Amastus phaeosoma
- Amastus picata
- Amastus polioscia
- Amastus polystrigata
- Amastus porioni
- Amastus postflavidus
- Amastus prosenii
- Amastus pseuderebella
- Amastus pseudocollaris
- Amastus ramona
- Amastus reinona
- Amastus reticulatus
- Amastus rosenbergi
- Amastus rothschildi
- Amastus rothschildiana
- Amastus rubridorsata
- Amastus rufator
- Amastus rufescens
- Amastus rufocinnamomea
- Amastus rumina
- Amastus scriblita
- Amastus semifulvus
- Amastus simulans
- Amastus simulator
- Amastus subtenuimargo
- Amastus subterminata
- Amastus suffusa
- Amastus supersimilis
- Amastus tenuimargo
- Amastus thalassina
- Amastus thermidora
- Amastus thiaucourti
- Amastus thierryi
- Amastus tolimae
- Amastus tolimensis
- Amastus tristis
- Amastus tumbilla
- Amastus umber
- Amastus vandregisili
- Amastus watsoni
- Amastus venedictoffae
- Amastus vesta
- Amastus vicinus
- Amastus vitreata
- Amastus vitripennis
- Amastus volcancita
- Amastus zischkai